# 산타클로스는 있는가
《산타클로스는 있는가》는 1986년 12월 21일에 MBC TV에서 방영된 베스트셀러극장이다.

## 줄거리
쓰레기를 줍는 일땅과 삼땅은 이땅이 크리스마스 캐롤을 흥얼거리는 모습을 보고 의외라는 표정을 짓는다. 이땅은 성당유치원에서 수녀로부터 배운 캐롤을 부른 것이다. 이땅이 일땅과 삼땅에게 수녀가 자신의 애인이라고 말하자 두 사람은 그를 때려준다.

## 출연
- 정대홍 : 일땅
- 박윤배 : 이땅
- 박경순 : 삼땅
- 이기선 : 수녀
- 채유미
- 박상조
- 국정환
- 차윤회
- 문시경
- 심우창
- 이창환
- 차주옥
- 이상미
- 문창근
- 최명성
- 한송이
- 황주영
- 세기 어린이들

## 장소협조
- 공주 천주교 중동 성당
- 공주경찰서
- 공주고등학교 관악부
- 논산애육원
- 청운양로원